# Sviegade (Ribe)
Sviegade er en gade i Ribe, der forbinder Gravsgade og Sønderportsgade.
Gadenavnet kendes også fra andre danske byer og forbindes med en eller anden form for sviening af køer; Enten brændmærkning eller afsviening af stive hårbørster efter en sommer i vind og vejr, inden de skulle ind i stalden.
I forbindelse med separatkloakering i gaden i 2017, valgte man atter brosten som belægning i gaden

## Eksterne links
Arkæologiske fund i Sviegade: http:/ http://sol.sydvestjyskemuseer.dk/?mode=thumbnail&antal=21&search=Sviegade